# Södermanlands runinskrifter 170
Södermanlands runinskrifter 170 är en runsten i Nälberga i Svärta socken i Nyköpings kommun. Stenen står lite "inklämd" mellan motorvägen E4 och järnvägen Nyköpingsbanan, vid den gamla vägen mellan Valsta och Klippinge, och är svår att besöka på grund av flera taggtrådsinhägnader som spärrar vägen. Den står i norra delen av ett gravfält med beteckningen Svärta 79:1.

## Stenen
Stenen är 1,8 meter hög, 0,9 meter bred vid basen och 0,4 meter tjock. Runhöjden är 10–17 centimeter och ristningens djup är 2–5 millimeter. Ristningssidan vetter mot öster. Stenen är bearbetad på alla sidor utom ovansidan och uppstöttad av stenar på västra sidan.

## Inskrift
Runinskriften lyder i translitterering:
: uistain : agmunr : kuþuiʀ : þaiʀ : r...(s)þu : stain : at : baulf : faþur sin þrutaʀ þiagn han miþ kriki uarþ tu o /þum þa/þumþa
Normaliserat till fornnordiska:
Vistæinn, Agmundr, GuðveR, þæiR r[æi]sþu stæin at Baulf, faður sinn, þrottaR þiagn. Hann með Grikki varð, do a /〈þum〉 þa/〈þumþa〉.
Översatt till nusvenska:
"Visten, Agmund och Gudve, de reste sten åt Baulf, sin fader, en stark tegn. Han var med grekerna, och dog med dem vid (?)."
Den Gudve som var med och reste stenen anses vara samme Gudve som deltog i Ingvar den vittfarnes ödesdigra vikingatåg och som även är omnämnd på Sö 217.